# La Salut de Collbató
La Salut de Collbató és una ermita de Collbató (Baix Llobregat) inclosa a l'Inventari del Patrimoni Arquitectònic de Catalunya.

## Descripció
De planta rectangular i sostre a dues vessants. Presenta un campanar d'espadanya que corona la façana. La sagristia es troba adossada a l'ermita. Davant l'entrada hi ha esglaons d'accés. La porta és un arc ogival amb flors d'estil modernista al capitell. La façana està decorada per arcs cecs, tres a cada banda. A sobre la porta i sota el campanar hi ha tres arcs ogivals.

## Història
Va ser reconstruïda després de la Guerra Civil. El dilluns de Pasqua s'hi celebra un aplec.